# Вестштрассе (Бенрат)
Вестштрассе (нем. Weststraße, рус. улица Западная) — улица в Дюссельдорфе (административный район Бенрат). Одна из оживлённых улиц, соединяющих спальный район Бенрата с внутригородскими скоростными улицами.

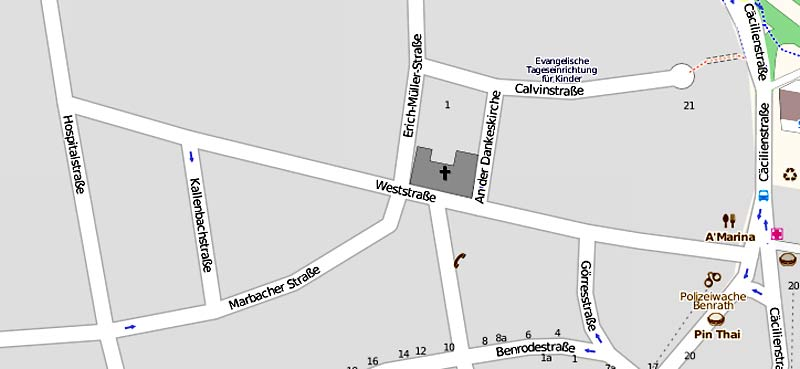
Карта улицы из OpenStreet

## Общие сведения
Улица Вестштрассе (Западная) протягивается на 450 метров с востока на запад (согласно нумерации домов) между улицами Бёрхемштрассе (Börchemstraße) и Хоспитальштрассе (Hospitalstraße). Почти посередине она пересекается улицей Эрих-Мюллер-Штрассе (Erich-Müller-Strasse). Кроме того, с южной стороны к ней примыкают Калленбахштрассе (Kallenbachstraße), Марбахер Штрассе (Marbacher Straße) и Гёрресштрассе (Görresstraße). Улица Вестштрассе относится к категории спальных, но с интенсивным автомобильным движением.

## История
На карте 1893 года улицы как таковой ещё не было, но была обозначена некая полевая дорога, ведущая из Старого Бенрата (Alt-Benrath) к усадьбе Каппелер Хоф (Kappeler Hof). По мере того, как город Бенрат расширялся, на месте полевой дороги возникла улица Западная, названная так потому, что вела в западном направлении
Официальное название "Вестштрассе" улица получила в 1929 году, после присоединения Бенрата к Дюссельдорфу. Но до воссоединения Бенрата с Дюссельдорфом, как указывает другой источник, улица называлась в честь великого писателя
Германии Фридриха Шиллера "Шиллерштрассе", хотя он не имел к Бенрату никакого отношения.
С другой стороны, современное название улицы является продолжением географической интерпретации старого названия одной из улиц Берата, называемой ныне Айнзидельштрассе и называвшуюся ранее "Восточная улица" (Oststraße.). Эти две улицы как бы дополняют друг друга: Вестштрассе располагается в Западном Бенрате, а бывшая Остштрассе - в Восточном Бенрате.

## Архитектура
Улица застроена исключительно жилыми зданиями. Ни одно из них не отнесено к категории охраняемых архитектурных, культурных или исторических объектов, но тем не менее, среди них имеются примерно половина, которые в перспективе могут быть отнесены к категории охраняемых.

### Здания нечётной стороны улицы между Бёрхемштрассе и Гёрресштрассе

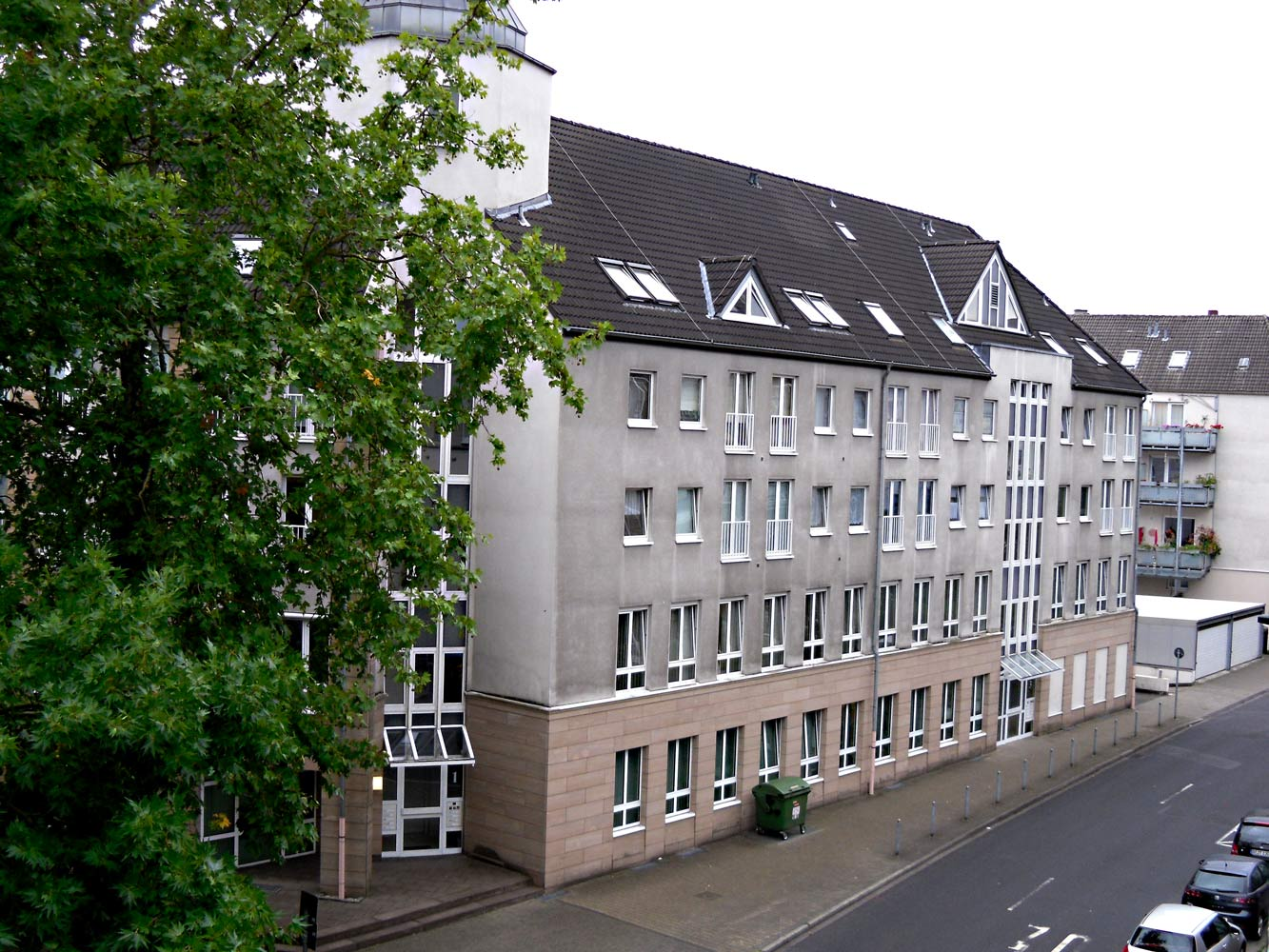
Вестштрассе №№ 1-3

- №№ 1[3]-3. Постройка конца 80-х годов XX века. Располагаясь на углу нескольких улиц, примыкающих к Альтштадту Бенрата, имеет сложную форму в плане и несёт на себе значительную архитектурно-культурную нагрузку. Первые два этажа занимает управление полиции юга Дюссельдорфа, два верхних - жилые. Над фасадом, выходящим к Вестштрассе, высится одна из двух восьмиугольных башенок, имеющих декоративное значение и, одновременно, вмещающих в себя лифтовое оборудование. Первый этаж облицован красивым природным камнем из бассейна реки Рур - специфическим жёлтым рурским песчаником, в структуре которого отчётливо просматриваются окаменевшие морские слои песка. Следующие три этажа отделаны специальной декоративной штукатуркой. Большие окна главных помещений имеют узкие французские балкончики, защищённые небольшими решётками.Чердачные помещения имеют кроме обычных, большие застеклённые треугольные окна, выступающие из скатов черепичной крыши.

Перед управлением полиции расположен скверик со скамейками для отдыха, велосипедные стоянки и фонтан типа "плавающий шар".
Далее до улицы Гёрресштрассе зданий, относящихся к Вестштрассе нет, за исключением гаражных строений. Тем не менее, указатель на углу Вестштрассе и Гёрресштрассе свидетельствует о том, что здесь раньше располагались дома улицы Вестштрассе №№ 5, 7, 9. Также отсутствует и дом № 11.

### Здания нечётной стороны улицы между Гёрресштрассе и Эрих-Мюллер-Штрассе

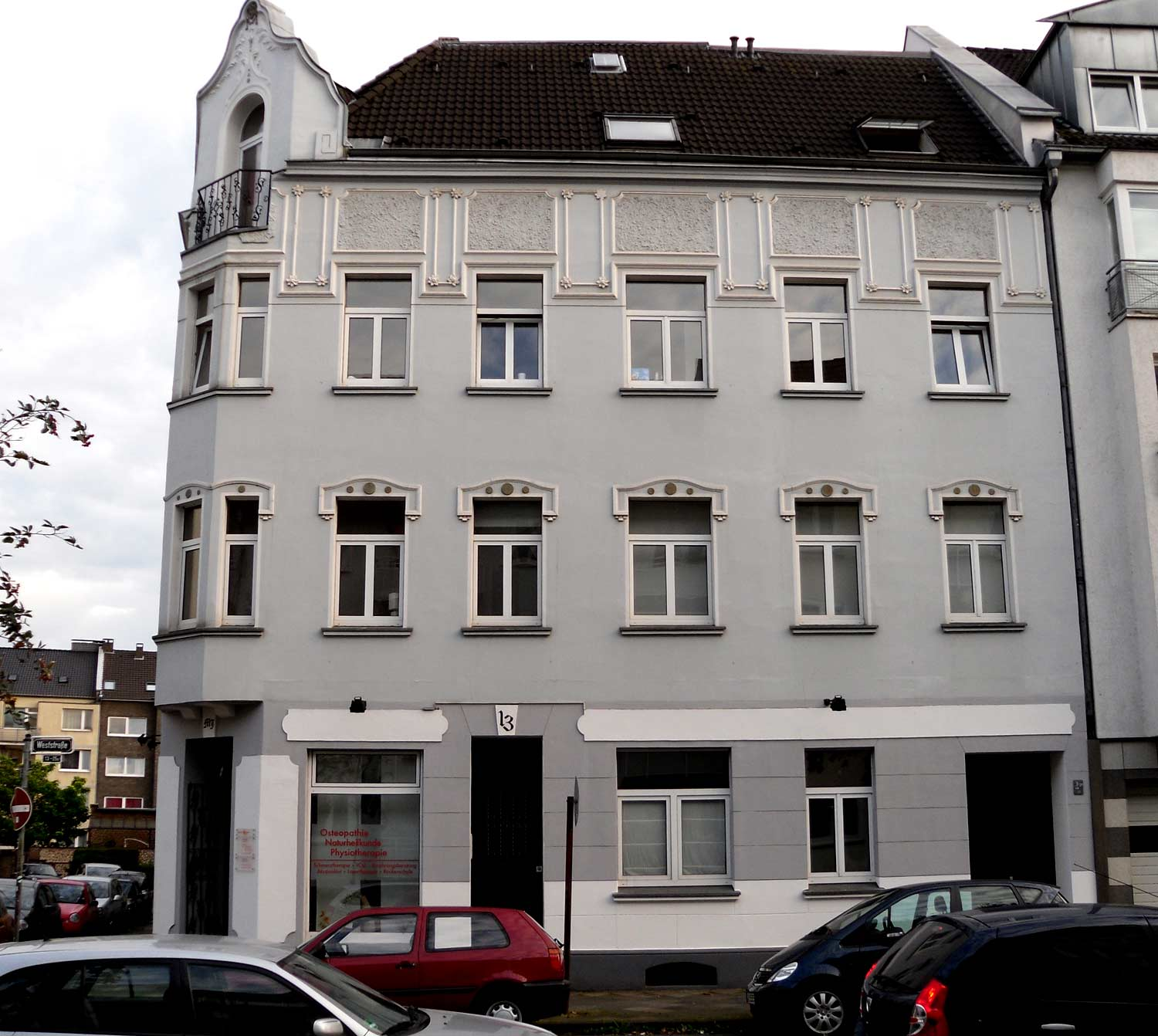
Фасад дома Вестштрассе 13

- № 13. Угловой дом между Вестштрассе и Гёррештрассе. Трёхэтажное с мансардным полуэтажём жилое здание, на первом этаже которого находится частный медицинский кабинет[4]. Имеет три входа: парадный вход для посетителей мед. кабинета, вход для жителей дома и дверь чёрного хода. Все они с фасадной стороны здания. Здание оштукатурено и окрашено в серый цвет с белыми элементами на первом этаже. Применена декоративная лепка. На углу дома над первым этажём, опираясь на короткие белые консоли, нависает небольшой эркер, переходящий вверху в люкарну. Люкарна имеет выход на небольшой французский балкон, ограниченный декоративной металлической решёткой. Несколько меньшие французские балкончики охраняют дверные проёмы второго и третьего этажей, выходящих на Гёррешстрассе. Широкие окна первого этажа снабжены специальным внешним освещением. Небольшие окна второго этажа имеют декоративные лепные карнизы. Над окнами третьего этажа протягивается широкая, разбитая на части, полоса декоративной лепнины. От чердачного полуэтажа стены отделены узким выступающим карнизом. Крыша двускатная черепичная с двумя врезанными рядами окон. Здание имеет общую стену с соседним домом № 15. Зелёные насаждения и велосипедные стоянки рядом с домом отсутствуют. С внутренней стороны здания имеется небольшой узкий дворик с травяным покрытием.

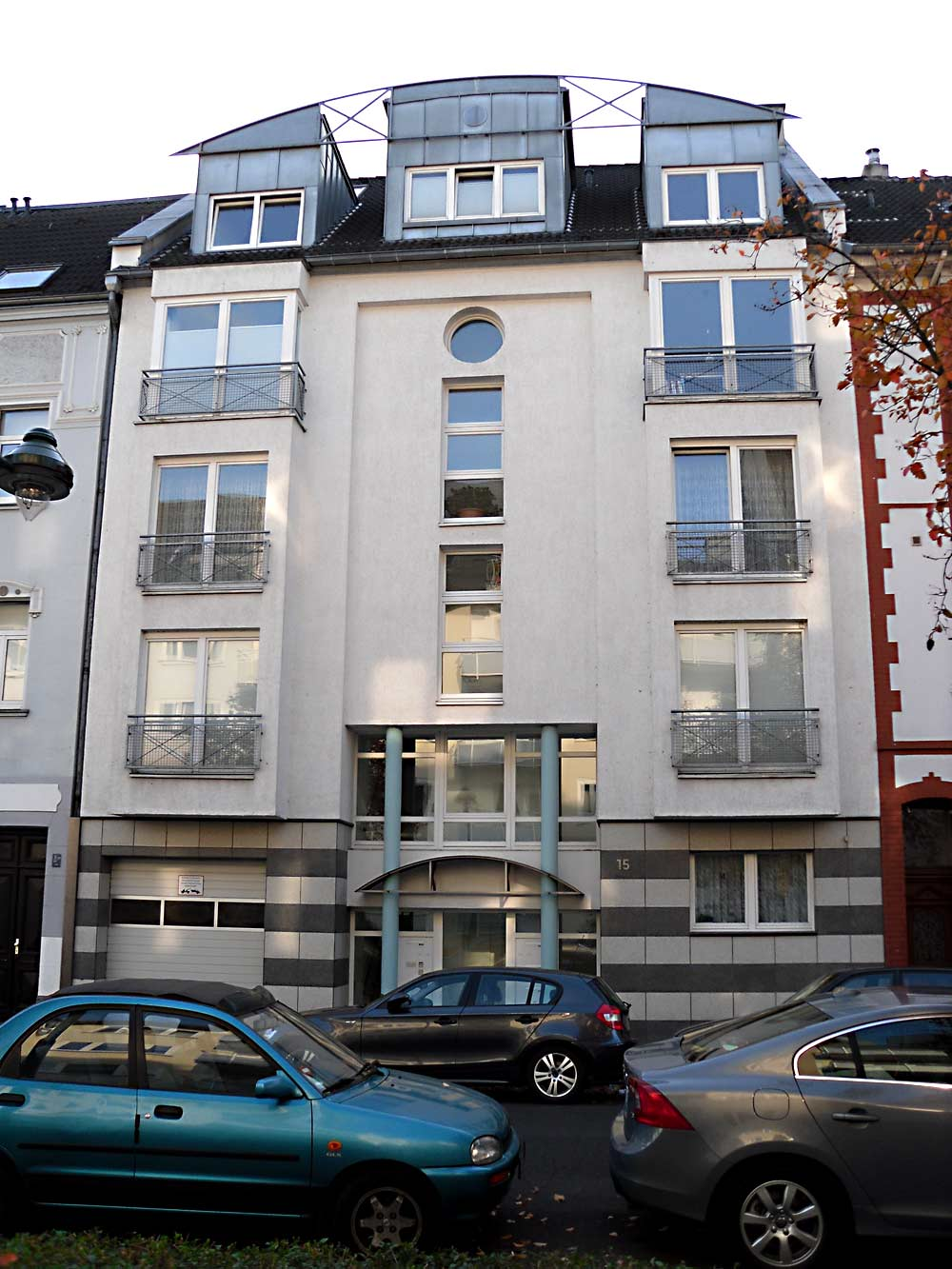
Фасад дома Вестштрассе 15

- № 15.

### Здания чётной стороны улицы между Бёрхемштрассе и Ан дер Данкескирхе

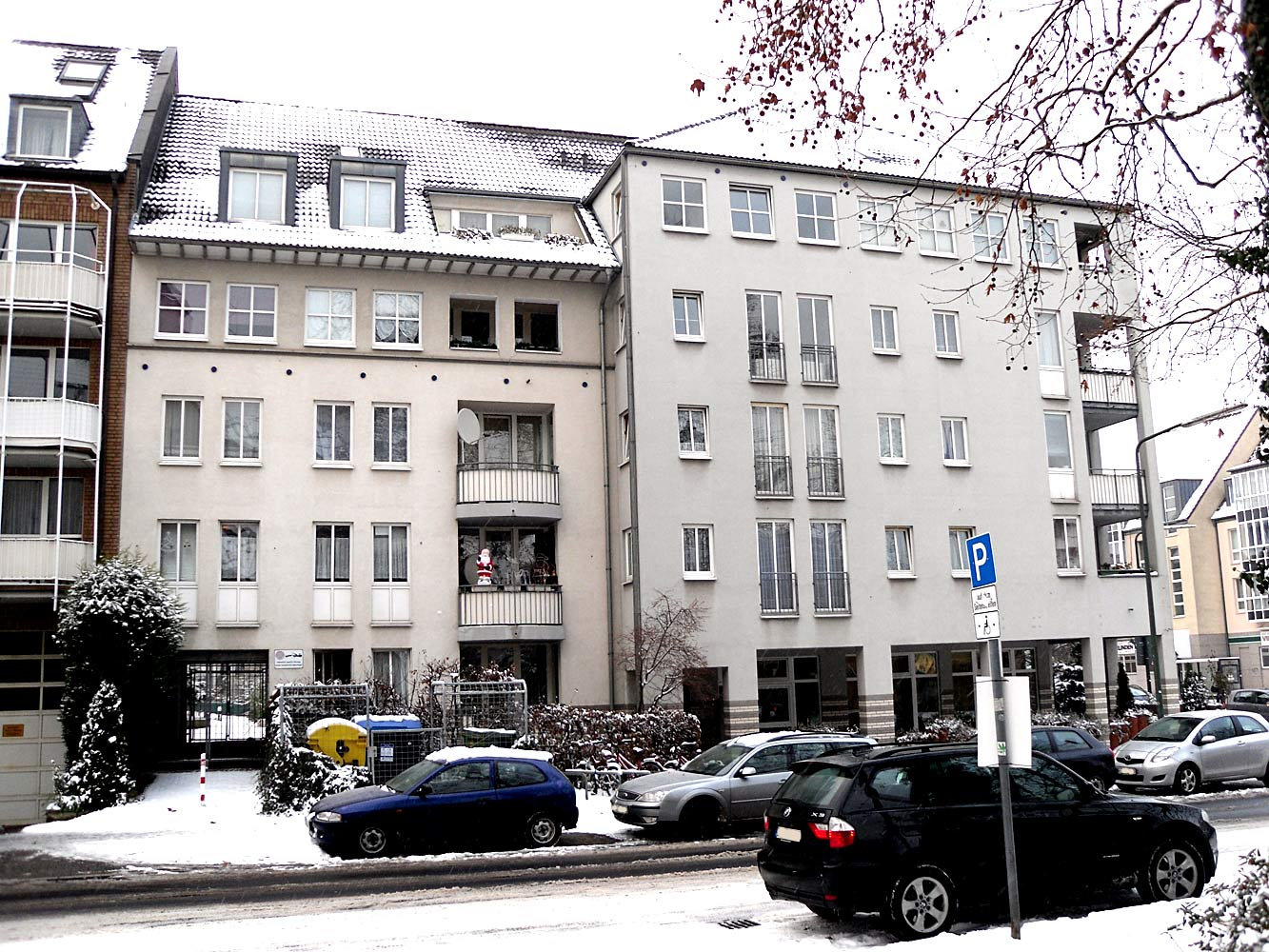
Вестштрассе № 2

- № 2 Многоквартирный пятиэтажный одноподъездный дом[5], построенный в самом конце XX века. Имеются французские балкончики. На первом этаже размещается ресторан "А'Marina"[6]. В угловой части дома на всех этажах (кроме первого) размещены лоджии. Перед домом устроено несколько стоянок для автомобилей, велосипедная стоянка и пункт сбора бытовых отходов закрытого типа, предназначенный для жильцов дома.

## Улицы-тёзки

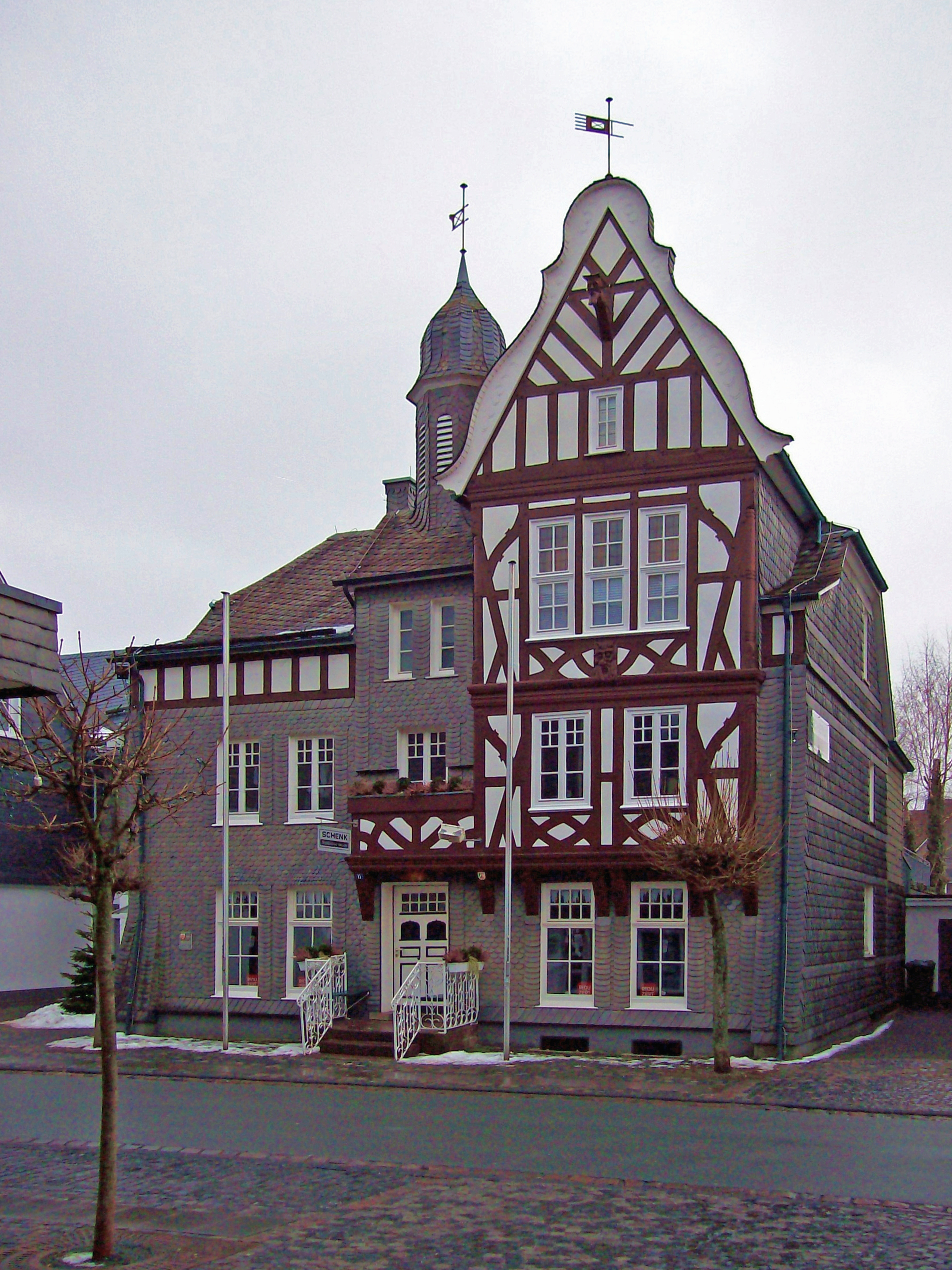
Северный Рейн-Вестфалия, Шмалленберг, дом на Вестштрассе

В Германии много улиц, называемых Вестштрассе и большинство из них находятся в земле Северный Рейн-Вестфалия (СРВ). Из общего списка улиц-тёзок, насчитывающих 57, в СРВ в различных городах находятся 39 улиц, в том числе в регионе VRR — 19 улиц.
В VRR улицы Вестштрассе имеются в городах: Бохум, Виллих, Вупперталь, Вюльфрат, Гельзенкирхен, Гревенброх, Дормаген, Дуйсбург, Золинген, Лангенфельд, Меттман, Мёнхенгладбах, Нойс, Оберхаузен, Ратинген, Ремшайд, Фельберт и Хаген, Хильден.
Список городов с Вестштрассе в других регионах СРВ: Ален, Ахен, Бад-Зальцуфлен, Бад-Эйнхаузен, Бергхайм, Билефельд, Бонн, Гуммерсбах, Динслакен, Зиген, Иббенбюрен, Изерлон, Кевелар, Люденшайд, Минден, Ойскирхен, Унна, Хамм, Шмалленберг, Штольберг.
В городах других земель Германии название улицы Вестштрассе встречается гораздо реже.
- Нижняя Саксония: Брауншвайг, Ганновер, Мелле, Оснабрюк.
- Саксония: Дрезден, Плауэн, Риза, Хемниц.
- Саксония-Анхальт: Дессау, Магдебург.
- Тюрингия: Гера, Веймар.

По одному городу с Вестштрассе имеют: Бавария (Аугсбург), Баден-Вюртемберг (Хайльбронн), Берлин, Бранденбург (Коттбус), Рейнланд-Пфальц (Майнц), Шлезвиг-Гольштейн (Киль).
Имеется Вестштрассе в Австрии (Хоэнау-ан-дер-Марх в Нижней Австрии), Швейцарии (Цюрих).